# Włośnianka słodkowonna

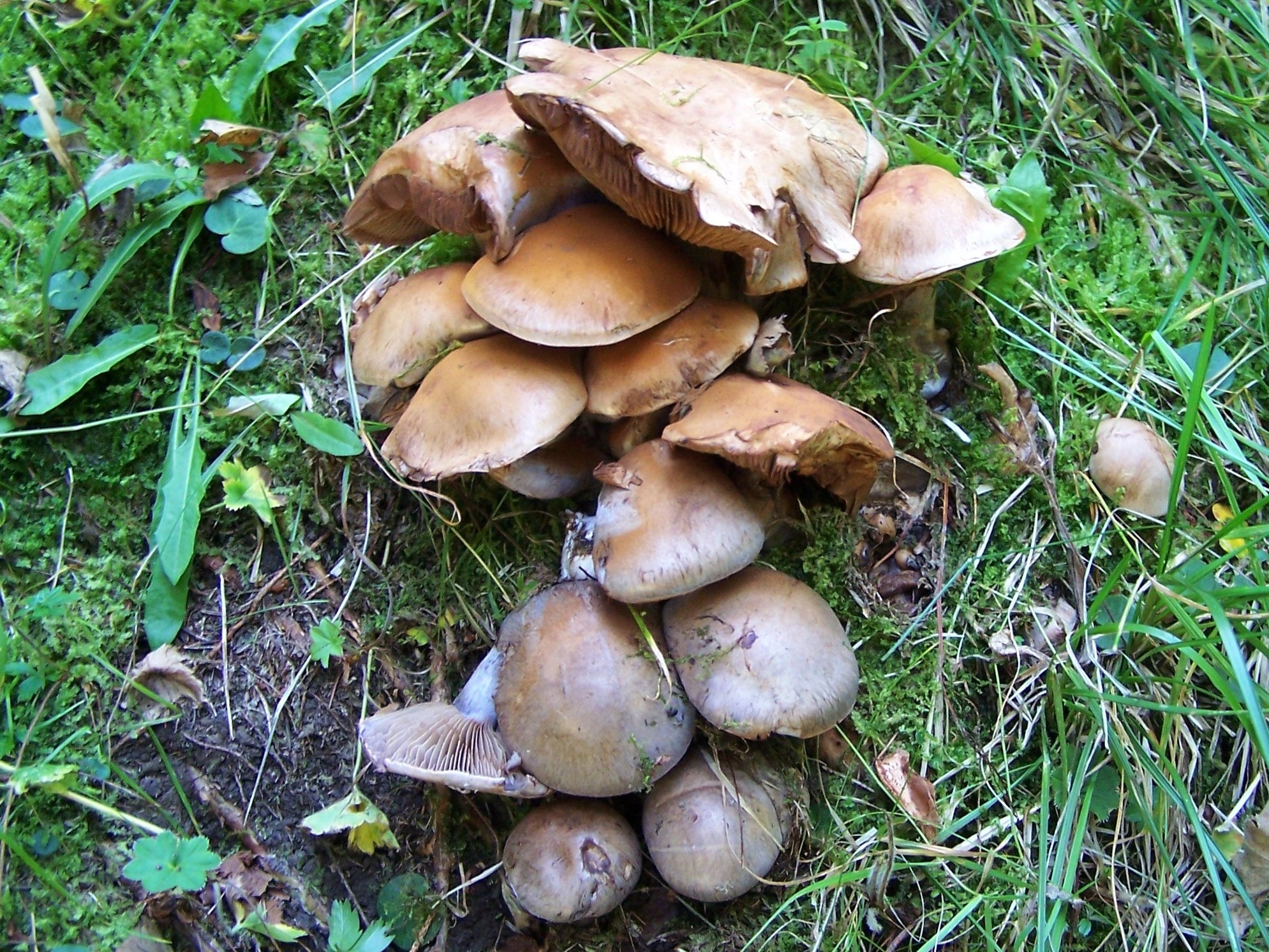
Czasami rośnie kępami

Włośnianka słodkowonna (Hebeloma sacchariolens Quel.) – gatunek grzybów należący do rodziny pierścieniakowatych (Strophariaceae).

## Systematyka i nazewnictwo
Pozycja w klasyfikacji według Index Fungorum: Hebeloma, Strophariaceae, Agaricales, Agaricomycetidae, Agaricomycetes, Agaricomycotina, Basidiomycota, Fungi.
Po raz pierwszy opisał go Lucien Quélet w 1880 r. Synonimy:
- Hebeloma sacchariolens Quél 1880 var. sacchariolens
- Hylophila sacchariolens (Quél.) Quél. 1886

Nazwę polską podał Władysław Wojewoda w 2003 r.

## Morfologia
Kapelusz
O średnicy 2–5 cm, początkowo półkulisty, później płasko-wypukły, na koniec zwykle rozpostarty z niewielkim garbkiem. Brzeg długo pozostaje podwinięty Powierzchnia gładka i podczas wilgotnej pogody mazista, o barwie od szarokremowej do ochrowobrązowej, u starszych okazów często występują czarniawe pasy. Na środku kapelusz jest nieco ciemniejszy.
Blaszki
Szeroko rozstawione, o białawych ostrzach. U młodych okazów są kremowobrązowe, u starszych szarobrązowe.
Trzon
Wysokość 3–8 cm, grubość 0,3–0,8 cm. Cylindryczny, czasami nieco beczkowaty. Jest podobnej barwy jak kapelusz, na powierzchni ma słabo widoczne białe włókienka.
Miąższ
Białawy lub jasnokremowy. Wydziela intensywny zapach. Nie jest to typowy zapach grzybowy, lecz przypominający perfumy kwiatowe. W smaku gorzki.
Wysyp zarodników
Rdzawy. Zarodniki o kształcie migdałów i rozmiarach 12–17 × 7–9 um. Cheilocystydy cienkościenne, bezbarwne, cylindryczne.
Gatunki podobne
Istnieje wiele gatunków włośnianek o podobnym ubarwieniu, włośniankę słodkowonną łatwo jednak odróżnić po charakterystycznym i silnym zapachu.

## Występowanie i siedlisko
Występuje w Ameryce Północnej, Europie, Azji i na Nowej Zelandii. W Europie występuje w rozproszeniu. W Polsce podano wiele stanowisk. Najbardziej aktualne stanowiska podaje internetowy atlas grzybów. Znajduje się w nim na liście gatunków zagrożonych i wartych objęcia ochroną.
Naziemny grzyb mykoryzowy. Rośnie w lasach, zaroślach, parkach, przy drogach, szczególnie na miejscach wilgotnych.

## Znaczenie
Grzyb trujący.